# Половское (село)
Поло́вское — село Спасского района Рязанской области, входит в состав Собчаковского сельского поселения.

## География
Расположено примерно в 35 км от областного центра г. Рязань, в 12 км от районного центра г. Спасск-Рязанский, на правом берегу реки Оки. В селе 10 улиц.

## История
Село Половское упоминается в писцовых книгах 1629—1630 годов.
В селе находится церковь в честь Казанской иконы Пресвятой Богородицы, Рязанской епархии. Кирпичная церковь с декором в русско-византийском стиле, строившаяся с 1852 на средства князя И. А. Кропоткина. Четверик, в настоящее время увенчанный одной главкой, вытянутый вдоль поперечной оси, с полукруглым алтарем, трапезной и трехъярусной колокольней. Приделы Свято-Духовский и Георгиевский. Закрыта в 1940, использовалась как склад. В 1999 возвращена верующим, отремонтирована.

### Усадьба Половское
Усадьба основана в первой половине XIX века гвардии ротмистром князем Ив. А. Кропоткиным (1777—1866), женатым на Н. А. Кожиной. Далее принадлежала их сыну генерал-лейтенанту князю А. И. Кропоткину (1816—1907), женатому первым браком на фрейлине княжне А. С. Щербатовой (1818—1861), вторым браком на П. И. Бибиковой (1839—1903). В начале XX века их сыну князю Ил. А. Кропоткину (1878—1943), женатому первым браком на баронессе С. Н. Штайнхайль (1843—1918), вторым на С. Карри. При имении князя А. И. Кропоткина действовал винокуренный завод.
Сохранилась и восстанавливается Казанская церковь 1852—1872 годов в формах классицизм, построенная князем Кропоткиным вместо прежней деревянной.
Князь Кропоткин, Алексей Иванович скончался 14 (27) ноября 1903 и был похоронен в церкви села Половского Спасского уезда, где сохранились надгробия отца и сына князей И. А. и А. И. Кропоткиных.

## Население
| 1859 | 1897  | 1906  | 2010 |
| ---- | ----- | ----- | ---- |
| 1351 | ↗1943 | ↗2534 | ↘375 |